# Iodictyum deliciosum
Iodictyum deliciosum is een mosdiertjessoort uit de familie van de Phidoloporidae. De wetenschappelijke naam van de soort is voor het eerst geldig gepubliceerd in 1924 door Buchner.